# Сан Хозе (округ Рио Ариба, Њу Мексико)
Сан Хозе (енгл. San Jose, Rio Arriba County) насељено је место без административног статуса у америчкој савезној држави Њу Мексико.

## Демографија
По попису из 2010. године број становника је 695.
| Група             | 2000.    | 2010.       |
| Белци             | 0 (0,0%) | 29 (4,2%)   |
| Афроамериканци    | 0 (0,0%) | 1 (0,1%)    |
| Азијати           | 0 (0,0%) | 4 (0,6%)    |
| Хиспаноамериканци | 0 (0,0%) | 654 (94,1%) |
| Укупно            | 0        | 695         |